# Gare de Naruse
La gare de Naruse (成瀬駅, Naruse-eki) est une gare ferroviaire japonaise située dans la ville de Machida, à Tokyo au Japon. Elle est gérée par la compagnie JR East.

## Situation ferroviaire
La gare de Naruse est située au point kilométrique (PK) 20,2 de la ligne Yokohama.

## Histoire
La gare a été inaugurée le 1er avril 1979.

## Service des voyageurs

### Accueil
La gare dispose d'un bâtiment voyageurs, avec guichet, ouvert tous les jours.

### Desserte
- Ligne Yokohama :
  - voie 1 : direction Hachiōji
  - voie 2 : direction Higashi-Kanagawa et Yokohama